# This Time I’m In It For Love
«This Time I'm In It For Love» es una canción pop rock del grupo de rock Player, incluida en su álbum debut Player y publicada por RSO Records en 1977.
Esta canción estuvo en el puesto número 10 en la lista de los Estados Unidos pero no tuvo casi éxito en el Reino Unido. Fue escrito por Larry Keith y Steve Pippin dando así como el sencillo # 2 reconocido por el grupo y producido por Beckett y Crowley. Alguna de las razones por la que posteriormente Crowley abandona la banda es por la decadencia que sufrieron desde la publicación de Danger Zone en 1978, un disco poco reconocido a nivel mundial.

## Personal
- Peter Beckett: voz principal, guitarra
- J.C. Crowley: teclado, coro
- Ronn Moss: bajo, coro
- John Friesen: batería, percusión
- Wayne Cook: teclado, sintetizadores

- Datos: Q6145995